# Campoplex procerus
Campoplex procerus är en stekelart som först beskrevs av Carl Gustav Alexander Brischke 1880.  Campoplex procerus ingår i släktet Campoplex och familjen brokparasitsteklar. Inga underarter finns listade.